# Khospas
Khospas (persiska: خسپاس), även Rud-e Khospas (رود خسپاس) eller Khuspas, är ett periodiskt vattendrag i Afghanistan. Det ligger i provinsen Nimruz, i den sydvästra delen av landet. Khospas mynnar i Hamunsjön.